# Giuseppe Antonio Maria Torricelli
Giuseppe Antonio Maria Torricelli (* 13. April 1710 in Lugano; † 1808 in Vercelli) war ein Schweizer Maler.

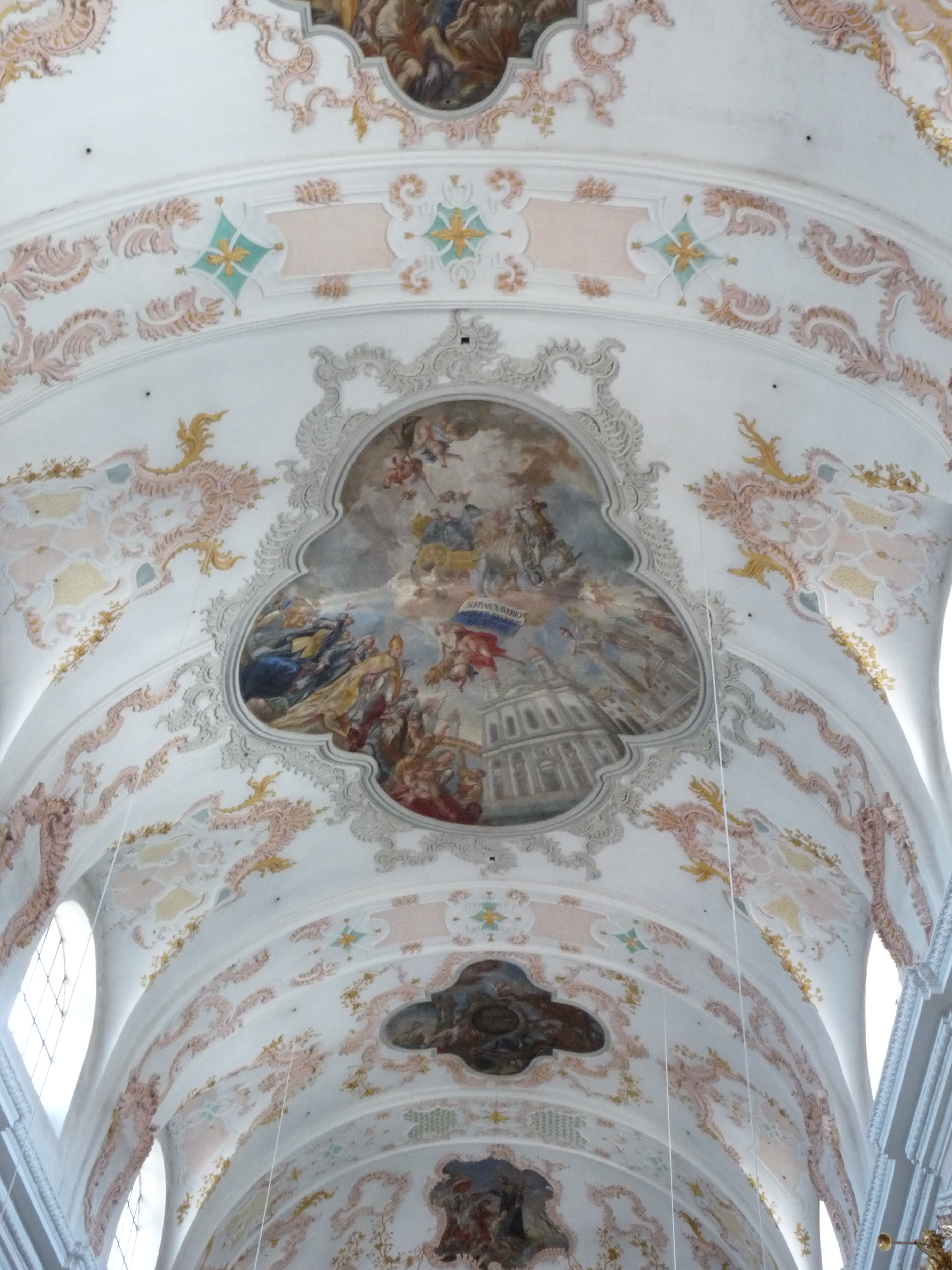
Jesuitenkirche Luzern, Gewölbefresken

## Leben

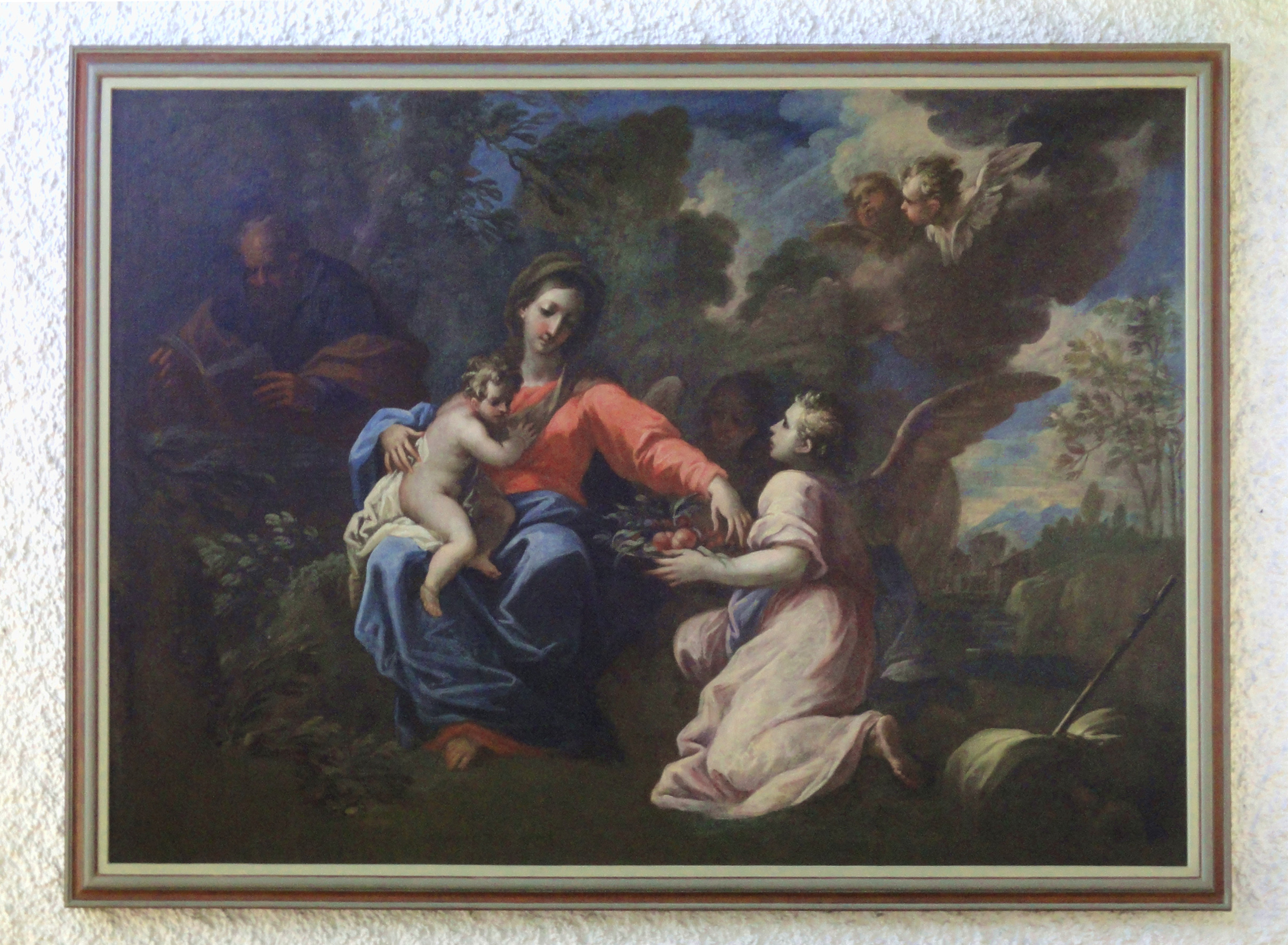
Bioggio, Oratorium der Heiligen Jungfrau: Rast auf der Flucht nach Ägypten, 1757

Giuseppe Torricelli war Sohn des Giuseppe Maria und dessen Ehefrau Marta Borella. Seine Ausbildung zum Gemälde- und Freskenmaler stand unter dem Einfluss der Rokokokünstler Carlo Carlone und Giovan Battista Pittoni. Er arbeitete mit seinem Bruder Giovanni Antonio zusammen. Auch wirkte er mehrmals an der Seite von Giuseppe Antonio Petrini, so in der Betkapelle San Gerolamo in Delebio (Veltlin), in der Kapuzinerkirche in Lugano und um 1750 in der Kirche San Siro in Carabbia.
In Lugano schuf er zusammen mit Giovanni Antonio Torricelli u. a. die Fresken in der Rosenkranzkapelle der Kirche Santa Maria degli Angeli, die Fresken im Chor der Kathedrale (1764), die Malereien im Kapuzinerkloster. Sie schmückten von 1748 bis 1750 den innern Chor der Klosterkirche Einsiedeln, arbeiteten 1746 und 1750 in der Klosterkirche Fahr, 1749 in der Jesuitenkirche Luzern, schufen 1756 die Fresken am Muttergottes-Altar in der Kirche von Magliaso und arbeiteten auch in der Pfarrkirche von Dongo. Dann Giuseppe Antonio malte 1777 Fresken in der Sankt Bernardinokapelle in Malesco und schmückte 1774 das Gewölbe der Kapelle der Madonna delle Grazie in der Kathedrale Lugano.

## Torricellis Werke im Kanton Tessin
- Lugano – Kirche Sant’Antonio abate, erste Kapelle von links, Fresken mit Episoden aus dem Leben des Heiligen Hieronymus Ämiliani (mit seinem Bruder Giovanni Antonio), 1749
- Carabbia – Pfarrkirche San Siro, Kuppel, ovale Medaille mit der Trinität, um 1750
- Lugano, Kloster der Trinität, Fresken, Unbefleckte Empfängnis auf der Treppe, die zum Schlafsaal führt; Christus, der von den Engeln bedient wird, im Refektorium; Franz von Assisi betend, im Korridor des Erdgeschosses
- Canobbio – Pfarrkirche San Siro, zwei Ölgemälde auf Leinwand: eine Pietà und Heiliger Franz von Paola aus den Jahren 1755–1760
- Gravesano – Pfarrkirche Santi Pietro e Paolo, Rückwand des Chors, auf Leinwandgemälde Helena in Anbetung des Heiligen Kreuzes, 1756; Oratorium der Santa Maria del Buon Consiglio, Chor, Rückwand, Gemälde des Wunders von Genazzano, gleichaltrig
- Magliaso – Pfarrkirche Santi Biagio e Macario, Kapelle der Madonna, Quadratur der Nische mit der Statue der Addolorata, 1756;
- Bioggio, in der Fraktion Mulini di Bioggio, Oratorio der Heiligen Jungfrau. Ölgemälde Rast auf der Flucht nach Ägypten 1757
- Lugano – Kirche San Rocco, zwei Ölgemälde auf Leinwand mit Elias, der den Regen fallen lässt und der Maria, die dem Heiligen Simon Stock das Skapulier überreicht, aus den Jahren 1757–1759
- Lugano – Kathedrale San Lorenzo, Kapelle der Heiligen Crispinus und Crispinianus, auf den Pfeilern innerhalb der Nische, Quadrate und Büsten in klassischer Grisaille, Fresken aus dem Jahr 1760; im Chor der Kanoniker, Quadratur und Gloria di San Lorenzo, 1764;
- Lugano – Kloster von San Giuseppe, Korridore des Ostflügels, Fresken mit Franz von Assisi aus dem Jahr 1761 und aus der Zeit um 1774 die Darstellungen der Heiligen Familie, der Fußwaschung, des Oration von Jesus im Garten Gethsemane und des Kreuzwegs
- Paradiso – Oratorium der Heiligen Jungfrau der Geretta, Altarraum, Quadratur und Fresko mit der Trinität, aus den Jahren 1763–1764
- Bigorio – Kapuzinerkloster Bigorio, beim Eingangsportal, Franz von Assisi und ein Engel, um 1767; in der Klosterkirche Santa Maria Assunta, rechte Seitenkapelle, Gemälde um das Altarbild mit der Darstellung von Christus mit dem Kreuz, der Jungfrau und fünf Heiligen Kapuziner, um 1768
- Lugano – Via Ferruccio Pelli, Kapelle der Heiligen Familie, ehemals am Ende des Gartens des Klosters, Fresko mit dem Martyrium des Josef von Leonessa, um 1770
- Lugano – Stiftskirche San Lorenzo, Kapelle der Madonna delle Grazie, zwischen den Säulen: zwanzig kleine monochrome Gemälde mit biblischen Themen; in der Kuppel illusionistisches Fresko der Himmelfahrt Mariens; in den Pendentifs, Figuren von David, Samuel, Nehemia und Salomon, um 1775
- Agra – Kirche San Tommaso, Chor und Altarraum, Kuppel und Gewölbe, Fresken illusionistisch (Quadraturmalereien) aus den Jahren 1770–1780
- Campo – Oratorium St. Johannes der Täufer, Chor, dekorative Gemälde aus der Zeit um 1780
- Gandria – Pfarrkirche San Vigilio, Kuppel, Fresken mit der Darstellung der Glorie des St. Vigilius, in den Pendentiven: die Evangelisten; auf dem Altar, Pala mit dem Martyrium des Titularheiligen, alle Werke von 1785
- Agno – Propstkirche Santi Giovanni Battista e Provino, Chor, Rückwand, Altarbild mit der Darstellung des Allerheiligsten Sakraments des Altares in Herrlichkeit, angebetet von den Heiligen Johannes der Täufer und Sankt Provino, 1788
- Faido – Kirche San Francesco d’Assisi, an der Fassade, Fresko mit der Darstellung des Heiligen Laurentius von Brindisi aus dem Jahr 1789
- Lugano-Molino Nuovo, Kirche Santa Maria dello Stradone (Madonnetta), Rückwand des Altarraums, Fresko der Madonna mit Kind, St. Johannes und St. Joseph, (nach Werkstatt) um 1790–1791.[1]